# Buraida
Koordinaten: 26° 20′ N, 43° 58′ O

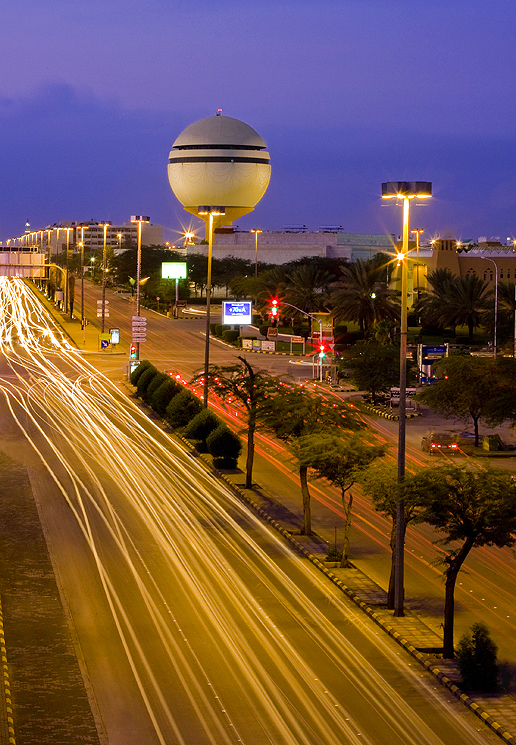
Buraida mit Wasserturm

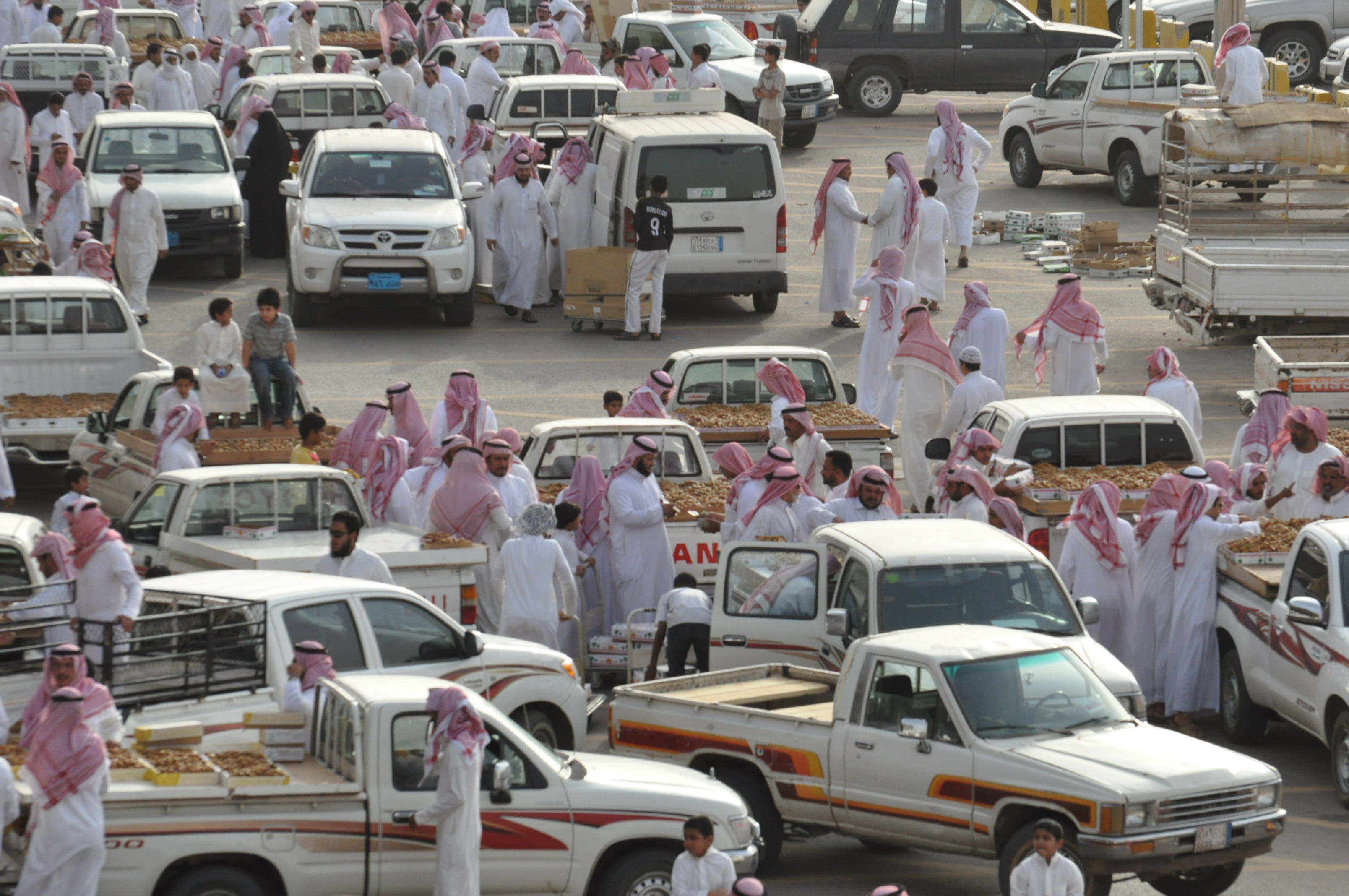
Dattelmarkt in Buraida

Buraida (arabisch بريدة, DMG Burayda) ist die Hauptstadt der Provinz Qasim im Zentrum Saudi-Arabiens.
Sie hat 677.647 Einwohner (2022). Die Stadt liegt 320 Kilometer nordwestlich von Riad. Durch ihre zentrale Lage ist die Stadt gut an das Fernstraßennetz von Saudi-Arabien angeschlossen. Mit dem Flughafen al-Qasim besteht Anbindung an verschiedene Flughäfen der Region.

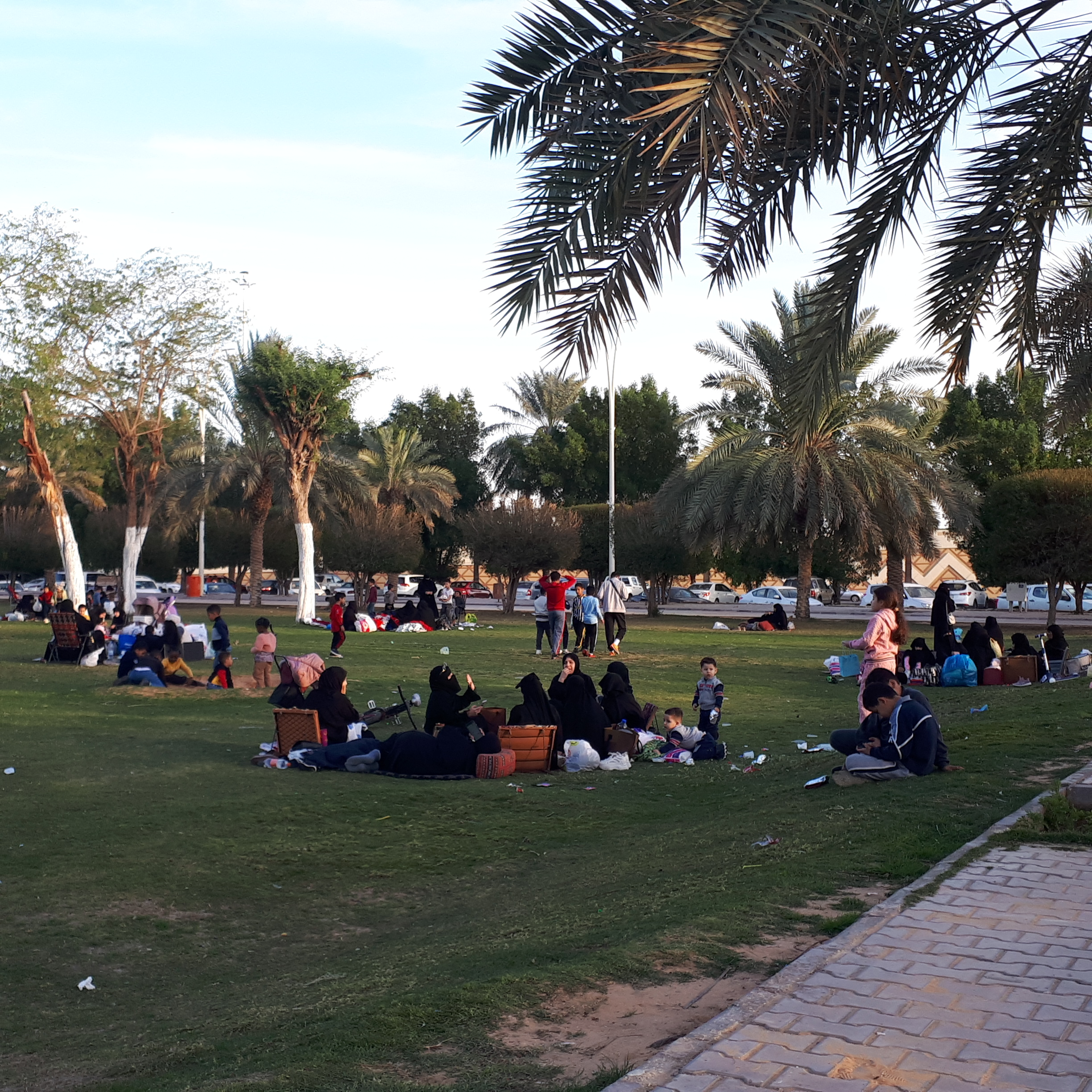
Stadtpark von Buraida

Der auffällige, kugelförmige Wasserturm von Buraida ist ein Wahrzeichen der Stadt. Das hoch aufragende Bauwerk erreicht eine Höhe von 40 Metern und besitzt ein Fassungsvermögen von 5000 Kubikmetern Wasser. Der Turm dient den Bewohnern von Buraida als lebenswichtige Wasserquelle und ist ein Symbol für den Fortschritt und die Entwicklung der Stadt. Im Sommer (Festival) ist er für Besucher geöffnet. Die Stadtverwaltung unterhält auf zwei Etagen Räume für interne Veranstaltungen. Der in der Nähe gelegene, zentrale Stadtpark wird gerne von Familien besucht.

## Forschung und Bildung
Im Westen von Buraida befindet sich die Qassim-Universität. An dieser größten höheren Bildungseinrichtung in der Region Al-Qassim studieren mehr als 70.000 Studenten und Doktoranden in 38 Colleges. Die Qassim-Universität gehört gemessen an der Anzahl der Studierenden zu den größten öffentlichen Universitäten Saudi-Arabiens. Neben der Qassim-Universität gibt es in Buraida drei private Universitäten, an denen Studierende Ingenieurwesen, Informationstechnologie, Zahnmedizin sowie Verwaltungs- und Geisteswissenschaften studieren.
Im Umland von Buraida wurden vom Nationales Zentrum zur Bekämpfung der Wüstenbildung (CVCR) eine Million Bäume auf einer Fläche von über 28 Quadratkilometern gepflanzt, ein wichtiger Beitrag der Saudi Green Initiative (SGI) zur Verbesserung der Umweltbedingungen.
Buraida ist die Heimatstadt des bekannten islamischen Gelehrten Salmān al-ʿAuda, der in den 1980er- und 1990er-Jahren zu den sogenannten „Scheichen der Sahwa“ (mašāʾiḫ aṣ-ṣahwa) gehörte. Kundgebungen in Buraida gegen die saudische Führung im September 1994, die als die sogenannte „Buraida-Intifada“ (intifāḍat Buraida) bekannt wurden und für die die Sahwa-Scheiche verantwortlich gemacht wurden, führten zur Verhaftung der führenden Mitglieder und Top-Aktivisten dieses Kreises, darunter auch Salmān al-ʿAuda.

## Persönlichkeiten
- Abdullah al-Hamid (1950–2020), Dichter, Arabist, Menschenrechtsaktivist